# Topoguía

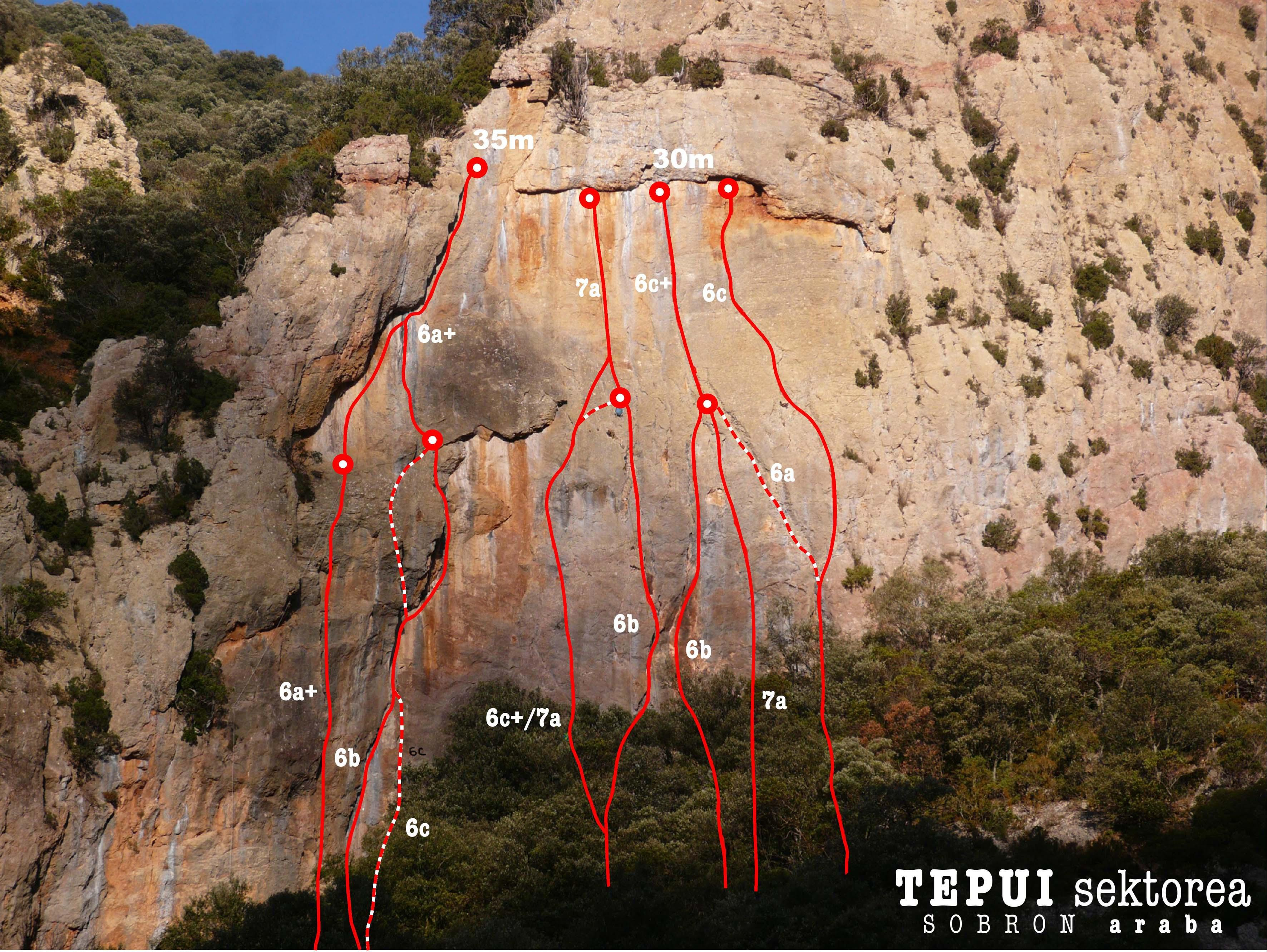
Illustración fotográfica de una topoguía de Sobron (España) : trazada de vías, graduación, emplazamientos de las reuniones.

Una topoguía es una guía que reseña lo que se encuentra al paso al seguir un camino de montaña. También se las llama sencillamente "topos", o "casillas". Son muy usuales en senderismo y escalada. Por ejemplo, indican la cantidad de largos de soga que hay desde un punto hasta otro, la cantidad de relevos que hay entre los mismos y, sobre todo, la dificultad y las exigencias técnicas y materiales de la ruta (así se denomina en escalada) o del sendero seleccionado.
Existen publicadas topoguías de los Senderos de Gran Recorrido (GR), Pequeño Recorrido (PR) y Alta Ruta Pirenaica (HRP), así como de ciertas rutas relevantes.